# Seznam osebnosti iz Občine Rečica ob Savinji
Seznam osebnosti iz Občine Rečica ob Savinji vsebuje osebnosti, ki so se tu rodile, delovale, umrle ali so z njo povezane.

Občina Rečica ob Savinji ima 12 naselij: Dol-Suha, Grušovlje, Homec, Nizka, Poljane, Rečica ob Savinji, Spodnja Rečica, Spodnje Pobrežje, Šentjanž,  Trnovec, Varpolje in Zgornje Pobrežje.

## Kultura, umetnost, humanistika
- Franjo Selak (1847 Rečica ob Savinji - 1906 Zagreb), publicist, prevajalec, literarni zgodovinar
- Anton Dolenc (1930 Rečica ob Savinji - 2013 Ljubljana), zdravnik, umetnik, častni občan
- Matevž Lenarčič (1959 Trbovlje - ), biolog, ekolog, fotograf, pilot, publicist
- Jožef Muhovič (1954 Lenart pri Gornjem Gradu - ), slikar, častni občan
- Anton Jezernik (1939 Beograd - 2021 Rečica ob Savinji), doktor znanosti, strojni inženir, univerzitetni profesor
- Branko Zemljič (1887 Radmirje – 1961 Ljubljana), prosvetni delavec, planinec
- Fran Kocbek (1863 Ločki vrh - 1930 Gornji grad), učitelj
- Marijan Gojkošek (1907 Trnovec - 1968 Ptuj), gvardijan, katoliški redovnik
- Jožefa Zabreznik (1922 Šentjanž,  - ?), urednica, pesnica

## Religija
- Franc Lekše (1862 Rečica ob Savinji - 1928 Polzela), duhovnik
- Bertold Andeški (1180 Bamberg - 1251 Oglej), duhovnik, sojenje  v cerkvi Sv. Kancijana
- Jožef Lipold (1786 Mozirje – 1855 Rečica ob Savinji), duhovnik, ljudski pesnik, pevec
- Janez Tavčar (1544 Štanjel - 1597 Gradec), duhovnik, škof, lastnik Tavčarjevega dvora

## Gospodarstveniki
- Josip Selak (1868 Rečica ob Savinji - 1950 Zagreb), gospodarstvenik, pisatelj
- Ivan Atelšek (1928 Dobletina – 2011 Celje), gospodarstvenik
- Dušan Burnik (1934 Celje – 2020 ?), gospodarstvenik
- Anton Turnšek (1940 Rečica ob Savinji - ), direktor, prejemnik nagrade Godpodarske zbornice za izjemne gospodarske in podjetniške dosežke za srednja in velika podjetja

## Politika
- Ivan Dolničar (1921 Šujica - 2011 Ljubljana, pokopan Rečica ob Savinji), politični komisar, general, politik
- Jožef Jeraj (1938 Rečica ob Savinji - ), politik, slovenski agronom, ekonomist

## Razno
- Marijan Zemljič (1925 Rečica ob Savinji - 2013 Ljubljana), gozdarski strokovnjak